# Sihalebe
Sihalebe est un ancien roi d'Oussouye.
En 1903, le roi Sihalebe, capturé par les Français, est transféré à Seju (Sédhiou). Considérant cet acte comme un sacrilège, le roi ne devant pas quitter son territoire, il se laisse mourir de faim.